# Cyrille Martinez
 (septembre 2020).
Pour les articles homonymes, voir Martinez.
Cyrille Martinez, né à Avignon le 14 septembre 1973 , est un écrivain, poète et performeur français.

## Biographie
Cyrille Martinez est originaire du sud de la France et a longtemps vécu à Marseille.
Il complète ses études en littérature moderne, se spécialisant dans le métiers du livres. Après une longue période de chômage, il commence à écrire à 28 ans, par les poèmes qui lui permettent de vivre l'expérience de la lecture en public, souvent citée dans Le poète insupportable[source secondaire souhaitée].
Poursuivant ces emplois occasionnels, Cyrille Martinez s'installe à Paris à 30 ans où il trouve un emploi au sein du circuit des bibliothèques universitaires[source secondaire souhaitée]. 
En 2019, il est résident à la Fondation Jan Michalski pour l'écriture et la littérature[source insuffisante].
Le 30 mars 2021, il prononce la conférence "Vie du bibliothécaire" au Collège de France dans le cadre du séminaire de William Marx[source insuffisante]

## Œuvres
- L’Enlèvement de Bill Clinton, Montréal/Paris, L’Instant même/Éditions du Seuil, 2007, 122 p.  (ISBN 978-2-84596-089-3)
- Bibliographies. 5e République, premiers ministres & présidents, Marseille, France, Éditions Al Dante, 2008, 142 p.  (ISBN 978-2-84761-982-9)
- Chansons de France, Marseille, France, Éditions Al Dante, 2010, 109 p.  (ISBN 978-2-84761-870-9)
- Deux jeunes artistes au chômage, Paris, Éditions Buchet/Chastel, col. « Qui vive », 2011, 128 p.  (ISBN 978-2-283-02523-9)[3],[4]
- Musique rapide et lente, Paris, Paris, Éditions Buchet/Chastel, col. « Qui vive », 2014, 160 p.  (ISBN 978-2-283-02761-5)[5],[6]
- Le poète insupportable et autres anecdotes, préface de Christophe Hanna, Paris, éditions Questions Théoriques, col. Forbidden Beach, 2017, 144 p.[7],[8],[9],[10],[11]
- La Bibliothèque noire, Paris, Éditions Buchet/Chastel, col. « Qui vive », 2018[12],[13],[14],[15]
- Le marathon de Jean-Claude et autres épreuves de fond, Paris, Verticales, 2022, 192 p. [16]